# Cathédrale de Pontecorvo
La cathédrale de Pontecorvo est une église catholique romaine de Pontecorvo, en Italie. Il s'agit d'une cocathédrale du diocèse de Sora-Cassino-Aquino-Pontecorvo.